# Stopy hrůzy
Stopy hrůzy byla knižní edice, kterou vydávalo v průběhu let 1992–2000 nakladatelství Studio dobré nálady - Kredit a později nakladatelství Signet Brno, společně s edicemi Sladké snění a Stopy zločinu. Série obsahovala celkem 108 dílů.
Knihy z této edice byly určeny převážně tehdejší mladé generaci čtenářů. Jednalo se o brožované knihy menšího formátu s ilustrovanou lesklou barevnou obálkou, kterou navrhoval Oldřich Pošmurný. Hlavními hrdiny těchto knih byli američtí teenageři, kteří se dříve nebo později setkali ve svém životě s přítomností zla v různých formách. Zlo zde bylo znázorňováno v podobě závisti, žárlivosti nebo pomsty, případně jeho kořeny sahaly daleko do dávné minulosti, či bylo zobrazeno v podobě různých přízraků, duchů ze záhrobí nebo mimozemských civilizací. 
Ke spisovatelům, jejichž díla byla v této podobě vydávána, patřili: R. L. Stine, Nicholas Adams, Barbara a Scott Siegelovi, Lynn Beachová, Christopher Pike, Wendy Darlenová, V. K. Fair, Andrew Hall a Janice Harellová. 

## Vydané tituly
1. Lynn Beachová – Posedlá
2. R.L. Stine – Nůž
3. Nicholas Adams – Smrtící povzbuzení
4. R.L. Stine – Tajná ložnice
5. Barbara a Scott Siegelovi – Pod hrozbou smrti
6. Lynn Beachová – Temnota
7. Barbara a Scott Siegelovi – Půlnoční děs
8. Nicholas Adams – Mr. Popularity
9. Barbara a Scott Siegelovi – Temný oheň
10. R.L. Stine - Haló, tady fantom!
11. Lynn Beachová – Skřek šelmy
12. R.L. Stine – Královna plesu
13. R.L. Stine – Letní msta
14. Lynn Beachová – Neznámá v zrcadle
15. Barbara a Scott Siegelovi – Chladná hrůza
16. R.L. Stine – Pronásledovaná
17. Lynn Beachová – Ďábelské kouzlo
18. R.L. Stine – Polibky smrti
19. Nicholas Adams – Zadání: Jsi mrtvý
20. Lynn Beachová – Tajemství mrtvého muže
21. Nicholas Adams – Hard Rock
22. R.L. Stine – Večírek s překvapením
23. R.L. Stine – Mlčení noci
24. R.L. Stine – Hra s ohněm
25. Nicholas Adams – Pod maskou nevinnosti
26. R.L. Stine – Letní štvanice
27. Nicholas Adams – Srdcerváč
28. Barbara a Scott Siegelovi – Poslední strach
29. R.L. Stine – Nová dívka
30. R.L. Stine – Náměsíčná
31. Lynn Beachová – Bezhlavý duch
32. R.L. Stine – Víkend na lyžích
33. Lynn Beachová – Kletba drápu
34. Christopher Pike – Honba za přízraky
35. Christopher Pike – Příšera
36. R.L. Stine – Záludné zlo
37. Lynn Beachová – Ukradená mumie
38. R.L. Stine – Mejdan pro odsouzence
39. R.L. Stine – Smrt ze záhrobí
40. R.L. Stine – Krvavá finta
41. Wendy Darlenová – Odejdi, nebo zemřeš!
42. Christopher Pike – Sbohem a nashledanou
43. Christopher Pike – Cesta do neznáma
44. R.L. Stine – Nevlastní sestra
45. R.L. Stine – Nekonečná noc
46. R.L. Stine – Nejlepší přítelkyně
47. Christopher Pike – Vzpomínejte na mě
48. Christopher Pike – Věčný nepřítel
49. Christopher Pike – Pád do temnot
50. R.L. Stine – Za oponou
51. R.L. Stine – Zrada /1/
52. R.L. Stine – Tajemství /2/
53. R.L. Stine – Požár /3/
54. V.K. Fair – Tajemný přízrak
55. Wendy Darlenová – Zítra zabiju Cramerovu
56. R.L. Stine – Smrt na druhou
57. R.L. Stine – Nový chlapec
58. R.L. Stine – Mlčení noci 2
59. V.K. Fair – I duchové se mohou mýlit
60. Christopher Pike – Půlnoční klub
61. Christopher Pike – Vzpomínejte na mě 2
62. R.L. Stine – Sázka
63. R.L. Stine – Zlé sny
64. R.L. Stine – Na konci číhá smrt
65. Christopher Pike – Poslední upír /1/
66. Christopher Pike – Poslední upír /2/
67. Christopher Pike – Poslední upír /3/
68. Christopher Pike – Podlé srdce
69. Christopher Pike – Nesmrtelná
70. R.L. Stine – V cizím těle
71. R.L. Stine – Smrt záchranářů
72. R.L. Stine – Klub děsu
73. R.L. Stine – Cesta do pasti
74. R.L. Stine – Vražda před maturitou
75. R.L. Stine – Čtenář myšlenek
76. R.L. Stine – Jsi frajer, Bobby
77. R.L. Stine – Zlý měsíc
78. R.L. Stine – Hrůzostrašné léto
79. Andrew Hall – Dárek od vraha
80. Wendy Darlenová – Přežijí jen mrtví
81. R.L. Stine – Hra o tělo
82. Wendy Darlenová – Andělé vědí své
83. Andrew hall – Mrtvá náruč
84. Andrew Hall – Nový profesor
85. R.L. Stine – Pokažené rande
86. Andrew Hall – Zabij mě
87. Andrew Hall – Pomsta ze záhrobí
88. Janice Harellová – Hra na vraždu
89. Andrew Hall – Všechny tváře smrti
90. Andrew Hall – Pomsta ze záhrobí 2
91. R.L.Stine – Kdo spí v mém hrobě?
92. Wendy Darlenová – Pokoj její duši
93. Andrew Hall – Voskový vrah
94. R.L. Stine – Prokletí rodiny Fearů
95. Andrew Hall – Smrtící verše
96. Wendy Darlenová – Kazeta s brontosaurem
97. R.L. Stine – Dům smrti
98. Andrew Hall – Africký démon
99. Andrew Hall – Malý mstitel
100. Andrew Hall – Horská dráha (2v1)
101. Andrew Hall – Semeno zla
102. Andrew Hall – Utopená Sally
103. R.L. Stine – Perfektní buchta
104. Andrew Hall – Rukojmí
105. Wendy Darlenová – Hrobky nad propastí
106. R.L. Stine – Co Holly slyšela
107. Andrew Hall – Ďáblice
108. Andrew Hall – Mrtvý se nesměje